# Ісламський культурний центр імені короля Фахда
Ісламський культурний центр імені короля Фахда (ісп. Centro Cultural Islámico "Custodio de las Dos Sagradas Mezquitas Rey Fahd") відкритий 25 вересня 2000 в Буенос-Айресі в районі Палермо. Найбільша ісламська релігійна споруда в Латинській Америці після мечеті в Каракасі (Венесуела). Названий на честь короля Саудівської Аравії Фахд ібн Абдель Азіз Аль Сауда.
Будівлю спроєктував архітектор Зухаїр Фаїз із Саудівської Аравії, вона займає площу 3,5 га і вміщує приблизно 1200 чоловіків та 400 жінок. Також у ній розташовано конференційні та виставкові зали, бібліотеку.